# Masurica
Masurica (en serbe cyrillique : Масурица) est une localité de Serbie située dans la municipalité de Surdulica, district de Pčinja. Au recensement de 2011, elle comptait 1 206 habitants.
Masurica est officiellement classée parmi les villages de Serbie.

## Démographie

### Évolution historique de la population
| 1948  | 1953  | 1961  | 1971  | 1981  | 1991  | 2002  | 2011  |
| ----- | ----- | ----- | ----- | ----- | ----- | ----- | ----- |
| 1 111 | 1 221 | 1 198 | 1 233 | 1 351 | 1 267 | 1 245 | 1 206 |

|  |